# Bezskuteczność zawieszona czynności prawnej
Bezskuteczność zawieszona czynności prawnej – jedna z możliwych konsekwencji wadliwej czynności prawnej, która przejawia się tymczasowym brakiem skutków prawnych, jakie ustawa wiąże z jej prawidłowym dokonaniem. Bezskuteczność zawieszona zachodzi, gdy wada czynności prawnej polega na braku wymaganej zgodnie z ustawą zgody osoby trzeciej na jej dokonanie. Są to następujące przypadki:
- umowa zawarta przez osobę ograniczoną w zdolności do czynności prawnych bez wymaganej zgody jej przedstawiciela ustawowego,
- umowa zawarta w cudzym imieniu przez osobę, która podaje się za pełnomocnika innej osoby bez stosownego umocowania, albo przekracza zakres udzielonego pełnomocnictwa (tzw. falsus procurator),
- jednostronna czynność prawna dokonana w cudzym imieniu przez osobę, która podaje się za pełnomocnika innej osoby bez stosownego umocowania, albo przekracza zakres udzielonego pełnomocnictwa, jeżeli osoba, do której czynność jest skierowana, zgodziła się na działanie bez umocowania
- umowa zbycia udziałów w spółce z ograniczoną odpowiedzialnością dokonana bez zgody spółki
- umowa zawarta przez jednego z małżonków bez zgody drugiego prowadząca do:
  - zbycia, obciążenia, odpłatnego nabycia nieruchomości lub użytkowania wieczystego, jak również do oddania nieruchomości do używania lub pobierania z niej pożytków
  - zbycia, obciążenia, odpłatnego nabycia prawa rzeczowego, którego przedmiotem jest budynek lub lokal
  - zbycia, obciążenia, odpłatnego nabycia i wydzierżawienia gospodarstwa rolnego lub przedsiębiorstwa
- darowizna z majątku wspólnego, z wyjątkiem drobnych darowizn zwyczajowo przyjętych, dokonana przez jednego z małżonków bez zgody drugiego.

Czynność dokonana bez wymaganej zgody określana jest w nauce mianem kulejącej (negotium claudicans). Druga osoba może wyznaczyć termin, w którym oczekiwała będzie na potwierdzenie czynności przez właściwą osobę trzecią. Czynność bezskuteczną z powodu braku pełnej zdolności do czynności prawnych strony może potwierdzić również ona sama po jej uzyskaniu. Po upływie terminu, w braku takiej zgody czynność staje się definitywnie nieważna. Potwierdzenie czynności powoduje, że staje się ona ważna od momentu dokonania.
Zgoda osoby trzeciej na dokonanie czynności prawnej z reguły musi być wyrażona w formie przewidzianej dla tej czynności pod rygorem nieważności.
Sankcja bezskuteczności zawieszonej nie dotyczy czynności dokonanej bez wymaganej zgody sądu. W takim przypadku skutkiem jest zawsze bezwzględna nieważność.